# Wojciech Kuczok
Wojciech Kuczok (ur. 18 października 1972 w Chorzowie) – polski prozaik, poeta, scenarzysta, krytyk filmowy, speleolog.

## Życiorys
Jest absolwentem III LO im. Stefana Batorego w Chorzowie. Wcześniej uczęszczał do I LO im. Juliusza Słowackiego w Chorzowie, skąd został karnie wydalony. Ukończył filmoznawstwo na Uniwersytecie Śląskim.
W latach 90. należał do grupy poetyckiej „Na Dziko”. W 2003 r., za powieść Gnój, otrzymał Paszport „Polityki”, a w 2004 Nagrodę Literacką „Nike” oraz nagrodę Krakowska Książka Miesiąca. Napisał też scenariusz do filmu Magdaleny Piekorz Pręgi, który zdobył w 2004 główną nagrodę na 29. Festiwalu Polskich Filmów Fabularnych w Gdyni. W latach 2009–2010 był stypendystą Deutscher Akademischer Austauschdienst.
Jest autorem monodramu Doktor Haust napisanego dla Michała Żebrowskiego. Spektakl, który miał premierę w styczniu 2005, wyreżyserowała Magdalena Piekorz. Na zamówienie Teatru Nowego w Poznaniu napisał dramat Ambona ludu, który wyreżyserował Piotr Kruszczyński w 2016. Dramat Pradziady zrealizował jako spektakl telewizyjny Michał Zdunik w ramach projektu Teatroteka (2018).
Od 1992 roku publikował swoje wiersze i opowiadania w prasie kulturalnej i literackiej (m.in. „Rzeczpospolita Plus Minus”, „Gazeta Wyborcza – Wysokie Obcasy”, „Dziennik Polska-Europa-Świat”, „Newsweek”, „Res Publica Nowa”, „Playboy”, „Twórczość”, „Kresy”, „NaGłos”, „Odra”). W latach 2000–2004 publikował teksty o kinie w „Tygodniku Powszechnym” i miesięczniku „Kino”. W 2000 roku został laureatem konkursu młodych krytyków filmowych im. Krzysztofa Mętraka. W latach 2004–2005 felietonista sportowy dziennika „Rzeczpospolita”, także felietonista tygodnika „Newsweek” i dziennika „Metropol”. W latach 2007–2008 autor cyklicznych felietonów o kinie w miesięczniku „Zwierciadło”. W latach 2012–2013 felietonista „Przeglądu Sportowego”, od 2014 stały felietonista działu sportowego „Gazety Wyborczej”, od 2019 r. stały felietonista tygodnika „Przegląd”.
Jest speleologiem. Dokonał kilku odkryć, m.in. Jaskini Dującej (w Beskidzie Śląskim, 2005) oraz Jaskini Twardej (Jura Krakowsko-Częstochowska, 2010). Brał udział w eksploracji jurajskiej jaskini Ciesęć (Jura Krakowsko-Częstochowska, 1997), dolnego piętra Jaskini Lodowej Małołąckiej (Tatry Zachodnie, 1997), jak również wielu innych jaskiń w Polsce i Europie. W 2013 wraz z Rafałem Klimarą, Markiem Pawełczykiem i Jarosławem Surmaczem otrzymał wyróżnienie nagrodą Kolosa za rok 2012, „za odkrycie i eksplorację Jaskini Niedźwiedziej Górnej i Jaskini Hardej”.
Był członkiem honorowego komitetu poparcia Bronisława Komorowskiego przed przyspieszonymi wyborami prezydenckimi 2010 oraz przed wyborami prezydenckimi w Polsce w 2015.
W 2013 r. poślubił felietonistkę i dziennikarkę Agatę Passent, z którą ma syna Antoniego (ur. 2015). Ma także dwójkę dzieci z poprzednich związków: córkę Zofię (ur. 2001) i syna Stanisława (ur. 1993).
Deklaruje się jako ateista.

## Twórczość
- Opowieści samowite (tom poezji), 1996.
- Larmo (arkusz poezji) 1998.
- Opowieści słychane (zbiór opowiadań nominowany do Nagrody Literackiej NIKE[9] i nagrodzony przez Polskie Towarzystwo Wydawców Książek w roku 2000), 1999.
- Szkieleciarki (zbiór opowiadań), 2002.
- Gnój (powieść), 2003, wyd. 2 – 2004, wyd. 3 – 2008, wyd. 4 – 2013 (Paszport Polityki 2003, Nagroda Literacka „Nike” 2004[1], Nagroda NIKE Czytelników 2004).
- Widmokrąg (zbiór opowiadań), 2004.
- Opowieści przebrane (wybór opowiadań), 2005.
- To piekielne kino (zbiór esejów), 2006.
- Senność (powieść), 2008.
- Moje projekcje (zbiór felietonów i esejów), 2009.
- Spiski. Przygody tatrzańskie (powieść), 2010.
- Poza światłem (zbiór szkiców podróżniczych), 2012.
- Obscenariusz (zbiór opowiadań), 2013.
- Proszę mnie nie budzić (tomik snów), 2016.
- Czarna (powieść), 2017.
- Rozmemuary (dziennik), 2019.

Dotąd ukazało się 20 wydań zagranicznych książek Kuczoka, w tym kilkanaście przekładów samego Gnoju.

## Filmografia
- Scenariusz filmu fabularnego Pręgi, 2003 (w reżyserii Magdaleny Piekorz).
- Scenariusz filmu fabularnego Senność, 2008 (w reżyserii Magdaleny Piekorz).
- współscenarzysta filmu fabularnego Zbliżenia, 2014 (w reżyserii Magdaleny Piekorz)